# محمد حكيم ميرزا
الشاهزاده مُحمَّد حكيم ميراز بن مُحمَّد همايون بن مُحمَّد بابُر الگوركاني (بالفارسية: میرزا مُحمَّد حکیم بن مُحمَّد همايون بن مُحمَّد بابُر گوركانى) أو ميرزا حكيم اختصارًا، هو ثالث أبناء السُلطان المغولي نصير الدين همايون من زوجته ماه چوچك بيگم. تولَّى إمارة كابُل في أفغانستان، واشتهر بِخلافاته المُتكرِّرة مع شقيقه، سُلطان الديار الهنديَّة اللاحق، جلال الدين أكبر. يشتهر أيضًا بِنظمه القوَّاليَّة «تاجدارِ حرم»، وتعني «ملك الحرم»، والحرم المقصود هو الحرم المكِّي.

## السيطرة على أفغانستان
تولَّى مُحمَّد حكيم ميرزا إمارة كابُل في حياة والده هُمايون، وفي بدايات عهد شقيقه أكبر، وحكمها حُكمًا شبه مُستقل. يذكر المُؤرِّخ نظام الدين أحمد البخشي في مُؤلَّفه «طبقات أكبري»، أنَّ أكبر بعث شقيقه مُحمَّد هذا لِقتال أهل «كاتوار» الكافرين في سنة 1582م، وأنَّ مُحمَّدًا كان من أتباع الطريقة النقشبنديَّة، ويلتزم بتعاليمها التزامًا كبيرًا. ويذكر القاضي «مُحمَّد سليم» الذي رافق مُحمَّد حكيم في حملته هذه تفاصيلها في كتابه «صفات نامه ودرويش محمد خان غازى»، ويذكر فيه أيضًا لقبًا لهذا الأمير المغولي هو: «درويش خان غازي».
امتدَّت حملة مُحمَّد حكيم من بلاد لغمان إلى «اليشانگ»، فتح خلالها قُرىً وبلدات عديدة ونشر فيها الإسلام. ويُقال أنَّ هذه البلاد المفتوحة انتشرت عبر ستةٍ وستين واديًا. ولمَّا أتمَّ فُتُوحاته، أسَّس مدينةً جديدةً عند التقاء نهريّ «اليشانگ» و«النگڑ» لِضبط البلاد المفتوحة، سمَّاها «إسلام آباد»، أي «مقرُّ الإسلام». ومن هذه المدينة الجديدة، استمرَّ يبعث بالسرايا لِلإغارة على المناطق التي لم يدخلها الإسلام بعد في إقليم النگڑ، ففتح قسمًا آخر منها.

## ثورته على أكبر
يذكرُ حاجب مُحمَّد حكيم في مُؤلَّفه «اخلاق حكيمى» أنَّ بلاط هذا الأمير كان ملجأً للمُسلمين عكس بلاط أكبر الذي صار مرتعًا للهندوس والنصارى وغيرهم من أصحاب العقائد المُخالفة للإسلام. والحقيقة أنَّ حكيمًا كان يطمع في تولِّي حُكم الدولة المغوليَّة كُلِّها، فاستغلَّ ثورة أهالي المناطق الشرقيَّة من أفغانٍ وأوزبك على شقيقه أكبر، بحُجَّة أنَّهُ كان يتقرَّب من غير المُسلمين ويبتعد رويدًا عن تعاليم الإسلام وشريعته، فاستقطبهم إليه ورأى فيهم عونًا وسندًا لِلتخلُّص من نير أخيه، وصوَّر نفسه حاكمًا مُسلمًا يغار على دينه وقومه المُسلمين، ممَّا دفع مزيدًا من كبار قادة أكبر الناقمين للانضمام إليه، الأمر الذي شجَّعهُ على مُهاجمة الهند في سنتيّ 1566 و1581م، لكنَّهُ لم يُحقِّق نجاحًا يُذكر، ولم ينضم إليه من السُكَّان سوى قلَّة من أهالي الهند الشماليَّة.
عزم أكبر على التصدِّي لشقيقه وإنهاء عصيانه تمامًا والمسير إلى أفغانستان نفسها واستخلاصها، فنادى بِجمع الجُيُوش. فما كان من حكيم إلَّا أن كتب إلى القادة المُسلمين ذوي الأصول غير الهنديَّة في جيش أكبر طالبًا منهم أن لا يُعاونوه على مُهاجمة كابُل، والقضاء على القادة والجُند الهندوس في جيشه عوض ذلك. لكنَّهم لم يستجيبوا له. وهاجم أكبر مدينة كابُل وسيطر عليها بعد معركةٍ مع حكيم، وأسر وزيره حسن النقشبندي وأرسله منفيًّا إلى الهند. ثُمَّ عفى عن حكيم وأبقاه أميرًا على البلد يحمل لقب «نائب السلطنة» بعد أن أقسم ألَّا يخرج على أخيه مُجددًا. ظلَّ مُحمَّد حكيم أميرًا على كابُل إلى أن تُوفي سنة 1585م، فأمر أكبر بإحضار أبنائه لِيستوطنوا الهند، وضمَّ كابُل إلى الدولة المغوليَّة، مُنهيًا استقلالها الظاهر.

## زوجاته وأولاده
تزوَّج مُحمَّد حكيم ميرزا من امرأةٍ مجهولة الاسم، لا يُعرف سوى أنَّها ابنة سُليمانشاه ميرزا بدخشان، وأنجب منها ابنان: أفراسياب ميرزا وكيقباد ميرزا، وابنة هي کابلي بيگم.

### ثبت المراجع(مُرتَّبة حسب تاريخ النشر)
- Bosworth, C. E. (Dec 1980). "Ğihād in Afghanistan and Muslim India". Israel Oriental Studies (بالإنجليزية). Tel Aviv University. 10. ISSN:0334-4401.{{استشهاد بدورية محكمة}}:  صيانة الاستشهاد: ref duplicates default (link)
- C. E. Bosworth; E. Van Donzel; Bernard Lewis; Charles Pellat, eds. (1997). "KAFIRISTAN" (PDF). The Encyclopaedia of Islam (بالإنجليزية) (3rd ed.). Brill Publishers. Vol. IV. ISBN:9004057455.
- Cacopardo, Alberto M.; Cacopardo, Augusto S. (2001). Gates of Peristan: history, religion and society in the Hindu Kush (بالإنجليزية). Rome: Istituto Italiano per l'Africa e l'Oriente. Archived from the original on 2022-10-16.
- Faruqui, Munis D. (2012). The Princes of the Mughal Empire, 1504-1719 (بالإنجليزية) (1st ed.). Cambridge University Press. ISBN:9781107022171. Archived from the original on 2019-11-02.{{استشهاد بكتاب}}:  صيانة الاستشهاد: ref duplicates default (link)